# Věc (film, 1982)
Věc (anglicky The Thing) je americký filmový horor (s prvky sci-fi a mysteriózna) z roku 1982. Odehrává se na jisté americké polární základně v Antarktidě, kde jsou její členové nuceni čelit mimozemské životní formě, která je schopna asimilovat do jiných organismů a imitovat je.
Námětem k filmu Věc byla sci-fi hororová novela z roku 1938 amerického spisovatele a redaktora sci-fi časopisů Johna W. Campbella s názvem Kdo je tam? (anglicky Who Goes There?).
Scénář napsal Bill Lancaster (syn Burta Lancastera), režie se ujal John Carpenter. Carpenter film považuje za první díl své „apokalyptické trilogie“, jenž předchází dalším filmům Vládce temnot (anglicky Prince of Darkness, 1987) a Šílenství (jinými názvy též Na pokraji šílenství a Ve spárech šílenství, anglicky In the Mouth of Madness, 1995). Ačkoli filmy na sebe nenavazují, mají společné téma zkázy.
V kinech se filmu dostalo chladného diváckého přijetí, nebyl příliš ziskový. Jedním z faktorů, které ovlivnily divácké přijetí filmu Věc bylo vydání filmu E.T. - Mimozemšťan Stevena Spielberga, který Carpenterův horor předešel o 2 týdny a zaznamenal velký ohlas i díky optimističtějšímu pohledu na téma mimozemské návštěvy. Film Věc se stal ziskovým po vydání na VHS kazetách, zároveň se stal kultovním snímkem.

## Herecké obsazení
- Kurt Russell jako R. J. MacReady – hlavní postava příběhu, pilot helikoptéry. Díky své schopnosti zachovat si chladnou hlavu v nebezpečných situacích se stane vůdcem poté, co Garry rezignuje.
- Wilford Brimley jako Blair – biolog, odhalí nebezpečí, jaké hrozí lidstvu, když se mimozemský tvor dostane do osídlené oblasti. Nehodlá to za žádnou cenu dopustit a poté, co jej popadne amok a ohrožuje ostatní členy stanice, je uzamčen v izolované boudě. Později je infikován.
- Keith David jako Childs – černošský mechanik, je velmi nedůvěřivý k MacReadymu.
- Peter Maloney jako George Bennings – meteorolog, první oběť Věci, infikován při manipulaci s mrtvolou z norské základny.
- Donald Moffat jako Garry – velitel polární stanice, na začátku filmu zastřelí Nora s puškou. Jeden z hlavních podezřelých ze zničení krevních rezerv. Po eskalaci krize se vzdá velení ve prospěch MacReadyho. Zabit Věcí v těle Blaira v závěrečných minutách filmu.
- Richard Masur jako Clark – pečovatel psů, jenž je vzhledem ke svému povolání v silném podezření, že je infikován (zejména si to myslí Blair, který před ním varuje MacReadyho). Clark byl totiž v častém kontaktu s nakaženým psem. Zastřelen MacReadym poté, co se jej pokusí napadnout. Posmrtný test krve prokáže, že infikován nebyl.
- David Clennon jako Palmer – rezervní pilot a druhý mechanik. Je infikován, poté zraní a nakazí Windowse.
- Joel Polis jako Fuchs – druhý biolog. Informoval MacReadyho o Blairových podezřeních. Nalezen mrtev.
- T. K. Carter jako Nauls – černošský kuchař, nejmladší člen osazenstva polární stanice. Byl to on, kdo uvrhl MacReadyho v podezření, že je infikován.
- Charles Hallahan jako Vance Norris – geofyzik, během vypjatých sporů dostane srdeční infarkt. Při vzkříšení se změní ve Věc a zabije dr. Coppera.
- Richard Dysart jako Dr. Copper – lékař, jeden z hlavních podezřelých ze zničení krevních rezerv. Zabit Věcí, když se pokouší vzkřísit Norrise, jenž dostal infarkt.
- Thomas G. Waites jako Windows – operátor rádia, jenž nalezl infikovaného Benningse. Zraněn a infikován Věcí v těle Palmera, když se ho nedokázal přinutit spálit. Je poté sám spálen MacReadym.
- Norbert Weisser jako Nor pilotující vrtulník.
- Larry J. Franco jako Nor s puškou, jenž postřelí jednoho z členů americké polární stanice. Zastřelen Garrym.

## Děj
K americké vědecké základně v Antarktidě se blíží norský vrtulník, jehož posádka střílí po psovi, který před ním utíká. Vrtulník přistává a jeden z Norů bere granáty. Granát mu však vypadne z ruky a zničí helikoptéru.
Střelec dál pálí po psovi a trefí do nohy jednoho z přihlížejících Američanů. Je jako smyslů zbavený. Velitel základny Garry bere do ruky pistoli a zastřelí jej.
Nikdo z přítomných nerozumí, co se stalo. Je rozhodnuto, že pilot MacReady se s dr. Copperem poletí podívat na norskou základnu. Tu naleznou zdemolovanou, ještě zde doutná oheň. Mimo videodokumentů a nějakých spisů v norštině zde naleznou torzo zdeformovaného člověka, které dopraví na americkou základnu.
Pes, aljašský malamut, který přiběhl z norské základny, se volně potuluje po ubikacích, než jej zavřou mezi ostatní psy. Tady se z něj vyklube mimozemský vetřelec. Když MacReady slyší štěkot psů, spustí poplach a běží se podívat, co se děje. Jakmile uvidí vetřelce, okamžitě si žádá plamenomet. Tvor už stihl dostat několik psů, je ihned spálen. Jeho zbytky jsou uhašeny a podrobeny pitvě.
Blair vysvětluje, že se jedná o organismus, který je schopen imitovat živé buňky a převzít pak tvar své oběti. Podle záznamů z norské stanice je jasné, že Norové v ledu objevili něco velmi starého. Američané se na místo letí podívat a naleznou v odkrytém ledu kosmickou loď. Rovněž vysekanou díru, z níž Norové odvezli exemplář vetřelce na svou základnu, kde rozmrzl.
Blair zjistí, že pokud se tento vesmírný chameleon dostane do osídlené oblasti, během 3 let vyhladí lidskou populaci. Přesto ještě někteří pochybují o tom, že jde o nebezpečného mimozemského tvora. Ve zdánlivě mrtvém torzu stále přetrvává buněčná aktivita a Věc dostane Benningse. Než se stačí přeměnit do jeho podoby, Mac ji venku před ostatními spálí.
Blair poškodí helikoptéru a transportéry, aby se nikdo nemohl dostat ze základny. Zabije i zbývající psy a zničí vybavení a vysílačky. Popudilo jej, že ostatní hrozbu neberou vážně. Je zpacifikován a zavřen na samotku do boudy s nářadím. Než MacReady odejde, Blair jej varuje, ať si dá pozor na Clarka, protože byl nějakou dobu se psy.
Věc dostane Fuchse. Dr. Copper navrhne test, porovnat krev všech členů s rezervní uskladněnou krví. Někdo však stihl zničit krevní konzervy. Všichni se vzájemně obviňují, nikdo nemůže nikomu věřit. Vypukne paranoia. V následujícím rozepři povolí Windowsovi nervy a běží pro pušku. Než si ji stihne nabít, míří na něj Garry a hrozí, že jej zastřelí. MacReady situaci uklidňuje a přebírá po Garrym velení.
Jde se s Naulsem podívat do svého domku, kde se svítí, ačkoliv nechal předtím zhaslé. Nauls objeví Macovo roztrhané spodní prádlo a podezřívá jej. Uteče za ostatními a řekne jim o tom. Parta zajistí pomocí trámů dveře. Mac se dostane do budovy s výbušninou a vyhrožuje, že všechny odpálí. Získá zpět plamenomet a drží ostatní v šachu. Mezitím Norris dostane infarkt. Když se jej doktor Copper snaží defibrilací oživit, propadnou se mu ruce do jeho hrudníku, jenž se rozevřel v obrovskou čelist. Čelist cvakne a Copper přijde o ruce a rychle umírá. Mac Ready stvůru spálí a pak přikáže všechny spoutat a podrobit novému testu. Clark se jej pokusí zezadu bodnout nožem, ale Mac je rychlejší a zastřelí ho.
Test, jak zjistit, kdo je stále člověkem spočívá v následujícím. Všem se odebere krev a pak se do ní ponoří rozžhavený drát. Kdo už není člověk, jeho krev zareaguje, neboť je samostatným organismem – vetřelcem, který se bude žhavému drátu vyhýbat. Tímto se přijde na to, že Palmer už je infikován. Windows jej má spálit, ale není schopen zaútočit. Věc, která vyrašila z Palmera jej napůl pozře.
MacReady, Nauls a Garry jdou provést test na Blairovi, který je pořád v izolaci. Childs hlídá budovu. Blair zmizel, ale pod boudou je vyhrabaná díra do sněhu a vede do podzemní místnosti, kde je rozestavěný nějaký stroj, jenž vypadá jako létající talíř. Nauls, jenž hlídá u dveří si všimne, že Childs vychází z budovy. Vzápětí zhasne osvětlení.
MacReady uvědomí ostatní, že Věc chce zmrznout, aby se mohla rozšířit poté, co na místo dorazí záchranáři. Tomu musí zbývající přeživší členové zabránit, Mac navrhuje založit požár. Společně vyhodí budovu do povětří a jdou nachystat výbušniny k odpálení ostatních objektů. Pracují několik metrů od sebe. Objeví se vetřelec v podobě Blaira a zabije Garryho, za chvíli i Naulse, který se jde neopatrně podívat po Garrym. MacReady zjistí, že je sám. Poodejde pár kroků, když vtom se zvlní zem a z díry vyraší chapadlo, které se zmocní odpalovacího zařízení. Mac jej dostane pomocí termitu.
V závěru se objeví Childs, který vysvětluje Macovi, že zahlédl venku Blaira a šel se podívat, co má v úmyslu. Základna je v plamenech a oba vědí, že nemají šanci přežít.

## Nominace na ceny

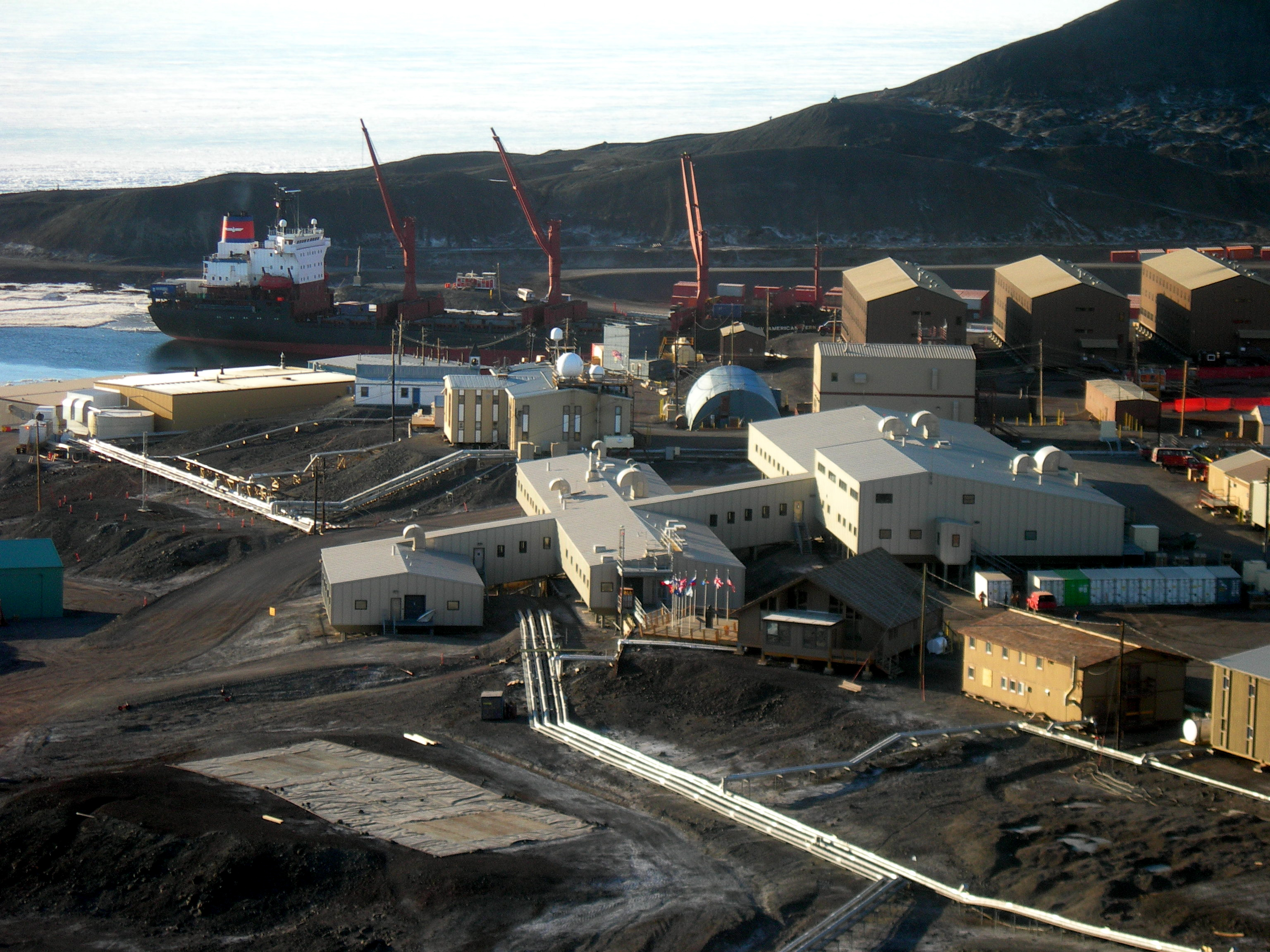
Americká polární stanice McMurdo.

Film Věc získal dvě nominace na cenu Saturn v kategoriích „Best Horror Film“ a „Best Special Effects“, ale prohrál s filmy Poltergeist a E.T. - Mimozemšťan.

## Související filmy
Novelou Johna W. Campbella Kdo je tam? je inspirován i film The Thing From Another World z roku 1951 taktéž pojednávající o zkázonosném mimozemském elementu objeveném v Antarktidě.
V roce 2011 vznikl k Věci prequel nazvaný Věc: Počátek, režie Matthijs van Heijningen Jr.
Téma souboje s mimozemskou životní formou se objevilo i v několika pozdějších filmech, např. Vetřelec vs. Predátor (2004, režie Paul W. S. Anderson) či Akta X (1998, režie Rob Bowman).